# Palárikovo
Palárikovo é um município da Eslováquia, situado no distrito de Nové Zámky, na região de Nitra. Tem 51,29 km² de área e sua população em 2018 foi estimada em 4.189 habitantes.

## Demografia
| Ano:        | 1994 | 2004   | 2014   | 2024   |
| ----------- | ---- | ------ | ------ | ------ |
| Broj ljudi: | 4385 | 4398   | 4301   | 4203   |
| Razlika:    |      | +0,29% | -2,20% | -2,27% |

| Ano:               | 2023 | 2024   |
| ------------------ | ---- | ------ |
| Número de pessoas: | 4224 | 4203   |
| Diferença:         |      | -0,49% |